# (11791) Sofiyavarzar
(11791) Sofiyavarzar (1978 SH7) – planetoida z pasa głównego asteroid okrążająca Słońce w ciągu 4,25 lat w średniej odległości 2,62 j.a. Odkryta 26 września 1978 roku.